# Chilperyk II (król Burgundów)
Chilperyk II (ur. ok. 450, zm. 493) – król Burgundów od 473 (wcześniej współrządząc z ojcem od 463).
Jego królowanie rozpoczęło się w 473 r. po podziale Burgundii między niego i jego braci: Godegisela, Godomara i Gundobada. Rządy sprawował z miasta Valence. Miał dwie córki Kronę, która została zakonnicą i Chrodechildę (późn. Klotyldę).
Zginął zamordowany przez swojego brata Gundobada.